# Anders Grenstad
Anders Grenstad, švedski admiral, * 22. julij 1958, Stockholm.
Grenstad je bil inšpektor Kraljeve švedske vojne mornarice od 1. julija 2005, do 24. februarja 2011.